# 暗天體攝譜儀

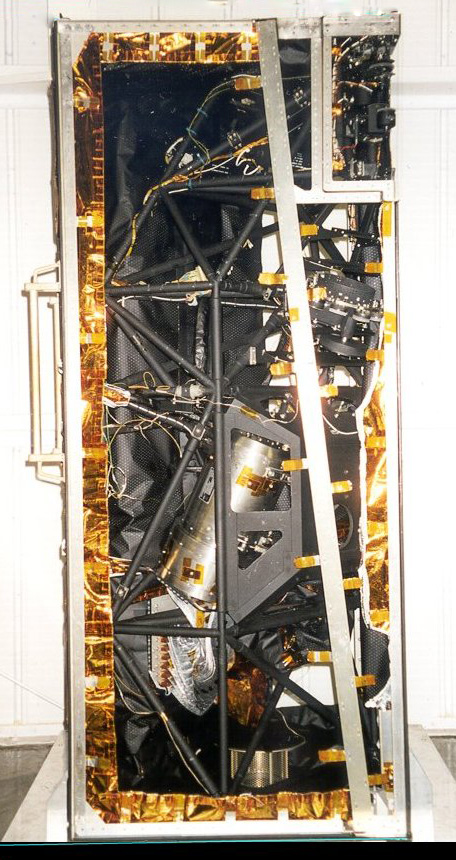
暗天體攝譜儀（FOS）。這張圖片是在從太空中返回地球後拍攝的。授權：NASA／ESA。

暗天體攝譜儀（英語：Faint Object Spectrograph，FOS）是安裝在哈伯太空望遠鏡上的摄谱仪。在1997年第二次的維護任務中被 太空望遠鏡影像攝譜儀（STIS）取代掉, 现今陈列在华盛顿特区的国家航空航天博物馆里。

## 暗天體攝譜儀的規格
- 儀器種類：分光攝譜儀
- 波長範圍：1150至8500埃

## 外部連結
- 维基共享资源上的相關多媒體資源：暗天體攝譜儀
- [永久]
- ESA/Hubble Release about FOS （页面存档备份，存于）
- FOS at ESA/Hubble （页面存档备份，存于）